# Zsigmond Falk

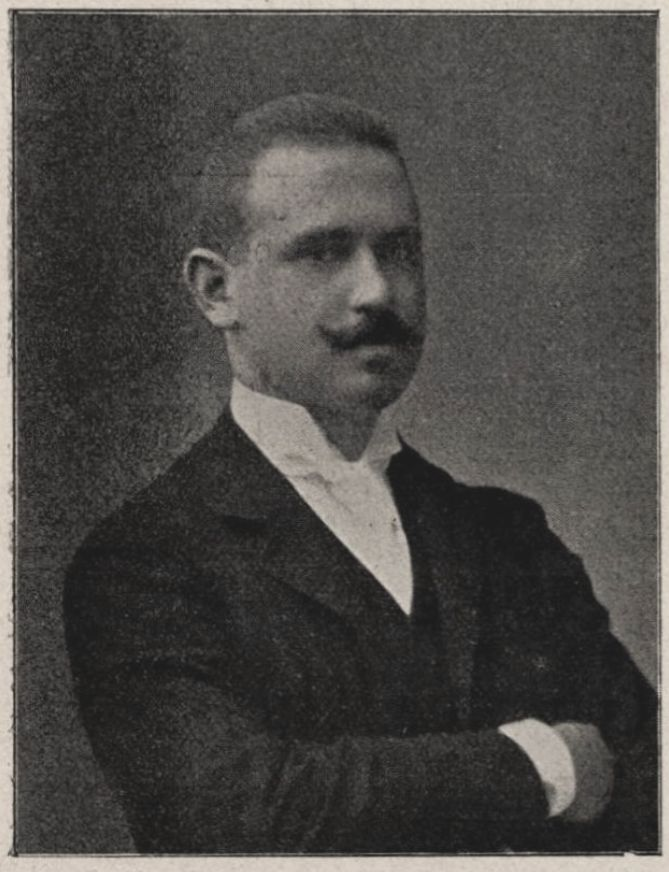
Zsigmond Falk (1905)

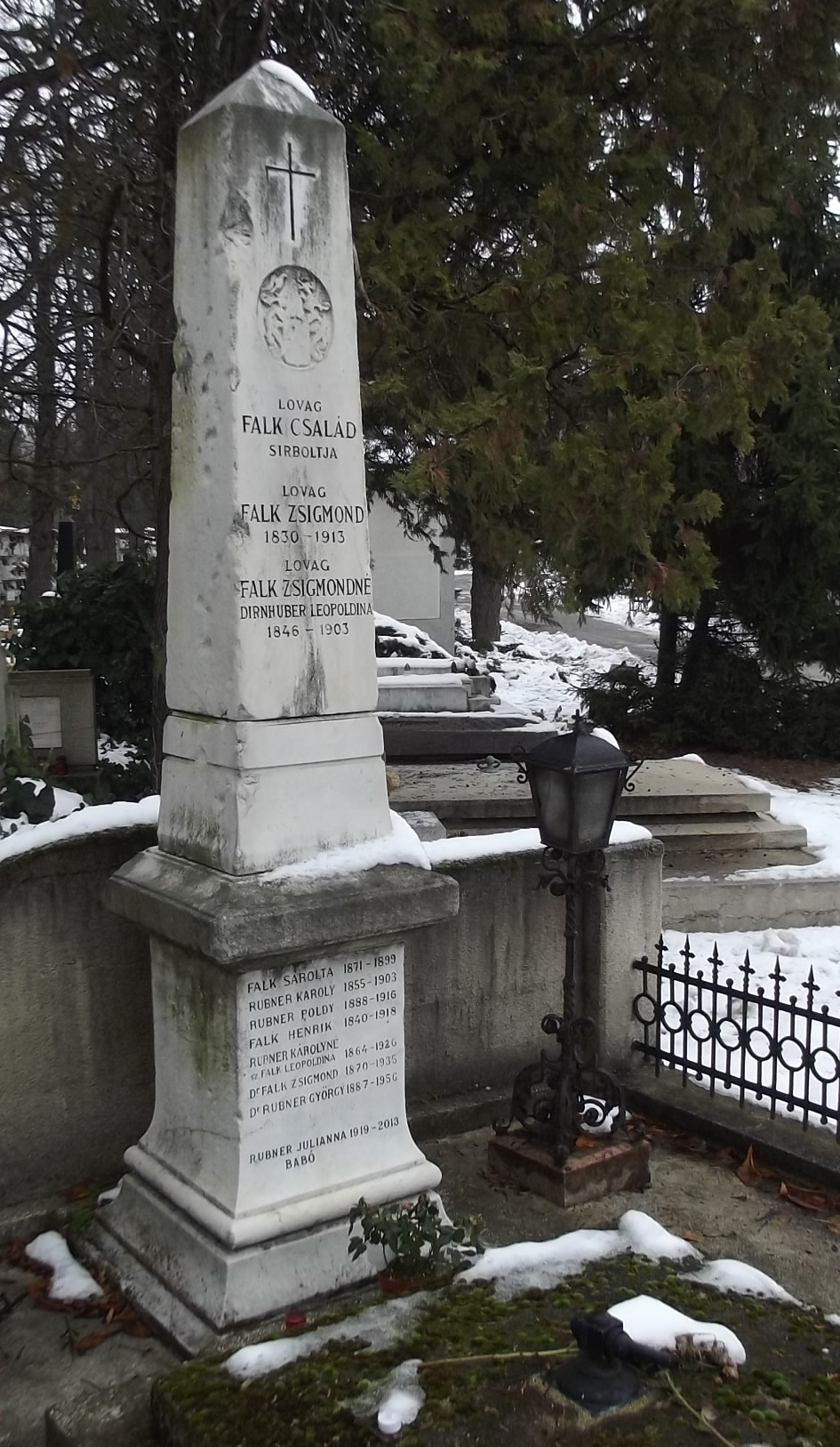
Grabstätte der Familie Falk (Farkasréti temető, Budapest)

Zsigmond Falk (* 30. März 1870 in Pest; † 15. Februar 1935 in Budapest) war ein ungarischer Schriftsteller und Redakteur.

## Leben
Nach dem Besuch des Gymnasiums absolvierte Falk ein Studium der Rechtswissenschaften. Während seines Studiums arbeitete er bei der Pester Buchdruck-Gesellschaft (Pesti Könyvnyomda Részvénytársaság), wo er sich umfassende Kenntnisse des Buchdruckerhandwerks aneignete, wurde nach einigen Jahren stellvertretender Direktor und 1913 Generaldirektor dieser Firma. Eine Studienreise führte ihn in die Vereinigten Staaten von Amerika. Er besuchte 1893 die Weltausstellung in Chicago und brachte von dort die erste Setzmaschine nach Ungarn. Es folgten weitere Reisen in verschiedene Länder Europas sowie nach Russland. Durch in Deutschland und Österreich erworbene Kenntnisse  trug er zur Entwicklung und Verbesserung des Notendrucks in Ungarn bei. Falk schrieb Artikel für verschiedene Wochenzeitschriften wie Magyar Ifjúság, Magyar Géniusz, Élet, Vasárnapi Újság sowie auch für die Tageszeitung Pester Lloyd. Ab 1894 war er Redakteur der bebilderten Wochenzeitschrift Ország-Világ und des Ország-Világ Almanach, später Chefredakteur des Blattes.  Daneben gehörte er zu den Redakteuren der musikalischen Monatszeitschrift Magyar dal- és zeneközlöny (Ungarischer Lied- und Musikanzeiger). Zudem war er Generalsekretär des ungarischen Landessängerbundes (Országos magyar daláregyesület) und wirkte auch als Musik- und Theaterkritiker.
Seine Bücher umfassen Reisebeschreibungen, Erzählungen, Novellen, Sachbücher und einen Roman. Einige seiner Werke erschienen auch in deutscher und französischer Übersetzung.
Das Grab von Zsigmond Falk befindet sich auf dem Farkasréti temető (Friedhof Farkasrét) in Budapest.

## Werke (Auswahl)
- Budapesttől San-Franciscóig. Budapest 1895.
- A sokszorosító ipar Magyarországon. Budapest 1896.
- Oroszország. Budapest 1898.
- Budapesttől Lisszabonig. Budapest 1899.
- Bayreuth és a Wagner-szinház. Budapest 1900.
- Lourdes. Budapest 1901.
- Sok mindenről. Budapest 1902.
- Mindennapi történetek. Budapest 1903.
- Mozgó fényképek. Budapest 1904.
- Az énekesnő. Budapest 1905.
- Repülünk. Budapest 1910.
- A söntéstől a rivaldáig. Budapest 1912.
- Paula gondjai. Budapest 1917.
- Egy kis zugból. Budapest 1921.
- Levelesláda. Rózsavölgyi és Társa, Budapest 1921.